# 安特羅·魯賓
安特羅·魯賓（西班牙語：Antero Rubín；1851年2月15日—1935年5月1日），是一位西班牙將軍和政治家，曾長期在古巴服役並參與美西戰爭，他的晚年生活是作為薩莫拉省的參議員。
魯賓的父親，是一個職業軍官，曾參與1860年對摩洛哥的戰爭並帶領兒子走向軍事生涯。魯賓於1868年5月11日加入西班牙軍隊，並於1869年他16歲的時候，主動前往古巴服務。魯賓回國後不久，被晉升為中尉，開始了他對維戈和聖地亞哥-德孔波斯特拉的研究。
在1869年成為上尉的魯賓，再一次踏上古巴，他進行了鎮壓古巴叛亂的戰役。
在1898年2月4日，魯賓被攝政皇后瑪莉亞·克里斯蒂娜晉升為准將，他的部隊在古巴的拉斯·古馬斯馬斯打了一場出色的戰役，但最後也和美國達成協議和投降。
他也是少數在美西戰爭後仍受信任的指揮官，他在1908年達到中將軍銜，在1917年成為加利西亞總隊長。